# Volvarina avena
Volvarina avena är en snäckart som först beskrevs av Kiener 1834.  Volvarina avena ingår i släktet Volvarina och familjen Marginellidae.

## Underarter
Arten delas in i följande underarter:
- V. a. avena
- V. a. beyerleana